# 弗洛里斯-达库尼亚
弗洛里斯-达库尼亚是巴西南大河州的一个市镇。总面积272.662平方公里，总人口25307人，人口密度92.8人/平方公里。